# Пять тысяч рублей (Россия)
Пя́ть ты́сяч рубле́й — билет Банка России, крупнейший по размеру номинал купюр образца 1997 года в Российской Федерации. Введён в обращение 31 июля 2006 года и в настоящее время является одним из самых редких номиналов. 
В 2011 году была выпущена модификация 2010 года. На лицевой стороне изображён Памятник Муравьёву-Амурскому. Относится к серии «Города России»; посвящена городу Хабаровску.
На оборотной стороне купюры размещена защитная нить; в 2011 году она была убрана. Данная купюра была введена в обращение при относительно низком курсе рубля к доллару (1 доллар = 27 рублей). На момент введения модификации купюра являлась самой защищённой в мире. В июле 2008 оценивалась в 216 долларов, что делало данную купюру одной из самых дорогих в мире. Для сравнения, на момент марта 2025, купюра оценивалась в 61,3 доллар.

## История
Банкнота была введена в обращение 31 июля 2006 года при относительно низком курсе рубля к доллару США (1 доллар = 27 рублей) и на момент введения по покупательной способности превосходила сто долларов США. Как и все остальные купюры того времени в России, она приобрела модификацию. Она стала самой защищённой купюрой в мире и приобрела ряд новых защитных элементов (например, прозрачное окно слева на купонном поле и другие).
16 октября 2023 года в результате модификации билетов банка России в обращение вышла обновлённая купюра номиналом пять тысяч рублей. На лицевой стороне присутствует изображение Екатеринбурга и Уральского федерального округа. Кроме того, в тот же день введена обновлённая купюра в тысячу рублей.

## Описание

### Лицевая сторона
В центре — изображение памятника Муравьёву-Амурскому в Хабаровске и вид на утёс; под изображением — лента с надписью «Хабаровск». Слева и справа — серебряное поле с обозначением номинала цифрами, слева — эмблема Банка России. В левом нижнем углу — надпись об ответственности за подделку купюр:

«Подделка билетов Банка России преследуется по закону».

Выше находится серия и номер банкноты. В центре гравюры изображён герб города Хабаровска (в модификации 2010 года приобретает зелёный цвет и является одним из признаков подлинности), а выше — надпись «Билет Банка России». Слева расположена овальная рамка, которая является одним из признаков подлинности купюры, а также две точки и три тире, которые также являются признаки подлинности.

### Оборотная сторона
В центре банкноты — изображение моста через реку Амур, а также изображение номинала купюры — число 5000. Всего на этой стороне купюры число встречается три раза. Внизу есть год выпуска — 1997 год, а также узоры. Справа расположен водяной знак — голова памятника Муравьёву-Амурскому в Хабаровске. В некоторых случаях у водяного знака может быть брак.